# Сурайкин, Андрей Александрович
Андрей Александрович Сурайкин (20 октября 1948 года, Ленинград — 28 сентября 1996 года) — советский фигурист, выступавший в парном катании. В паре с Людмилой Смирновой, он — серебряный призёр зимней Олимпиады 1972 года в Саппоро, трёхкратный серебряный призёр чемпионатов мира, трёхкратный серебряный призёр чемпионатов Европы. Заслуженный мастер спорта СССР.

## Биография
Начал заниматься фигурным катанием с 1957. Выступал за «Спартак» (Ленинград), тренировался у В. Н. Кудрявцева. В 1968 попал в сборную СССР. Окончил Ленинградский государственный педагогический институт им. Герцена.
После распада пары Смирнова-Сурайкин пытался выступать с Натальей Овчинниковой, но пара пропустила чемпионат СССР 1973 года, а после 4 места в 1974 году и эта пара распалась. Попробовал выступать с Ириной Андрейкиной, принял участие в турнире СК «Динамо» в Куйбышеве в 1975 году, но снова не получилось.
После завершения карьеры работал тренером. Его первыми учениками были Лариса Селезнёва, Олег Макаров, и Андрей Бушков. С начала 90-х работал тренером в Чехословакии, США и Финляндии.

## Награды
- медаль «За трудовую доблесть» (03.03.1972)

## Результаты выступлений
(с Л. Смирновой)
| Соревнования                | 1969—1970 | 1970—1971 | 1971—1972 |
| --------------------------- | --------- | --------- | --------- |
| Зимние Олимпийские игры     |           |           | 2         |
| Чемпионаты мира             | 2         | 2         | 2         |
| Чемпионаты Европы           | 2         | 2         | 2         |
| Чемпионаты СССР             | 2         | 2         |           |
| Турнир «Московские Новости» | 2         | 1         | 2         |
| Зимняя Универсиада          | 1         |           |           |